# Villa Cornaro

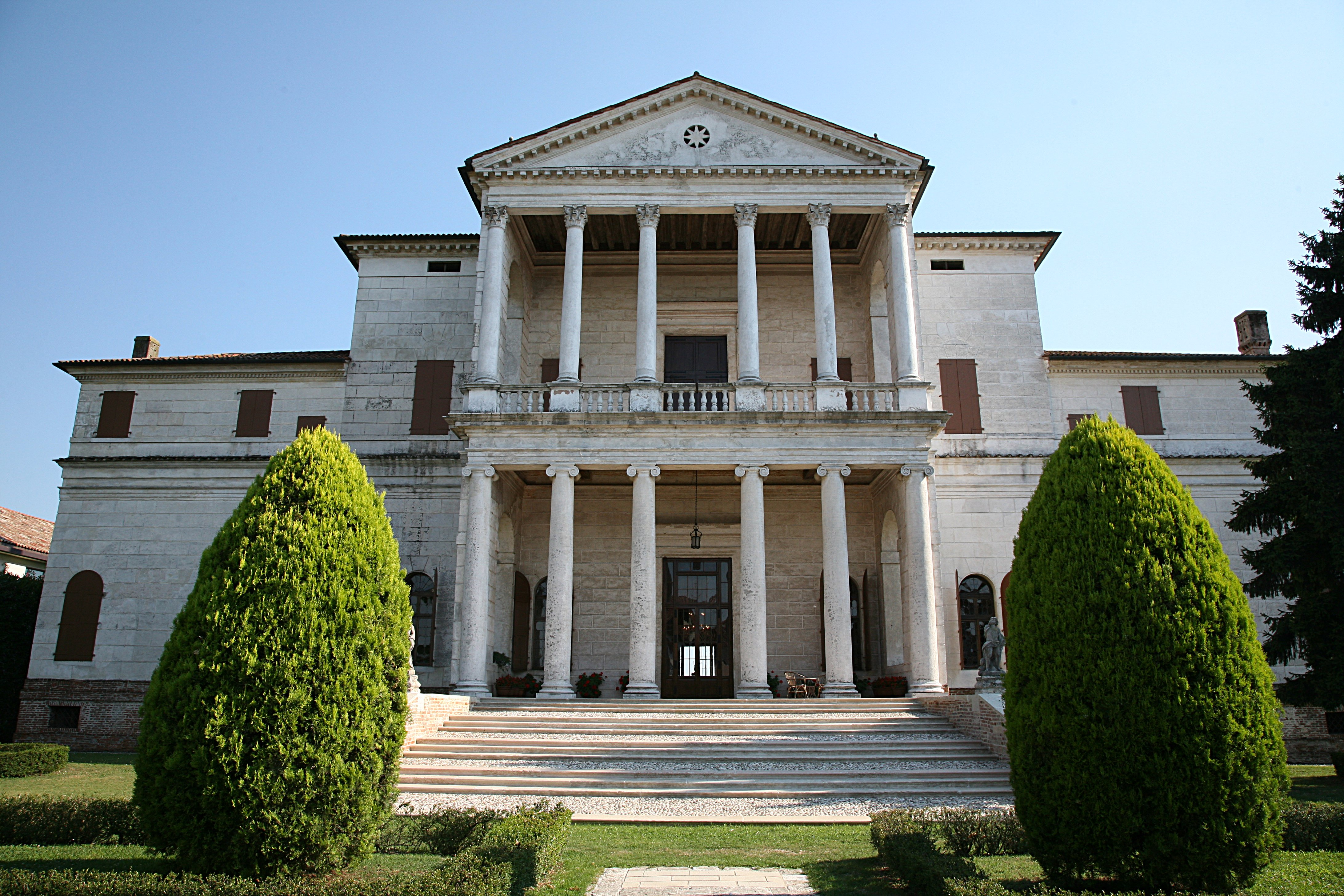
Villa Cornaro

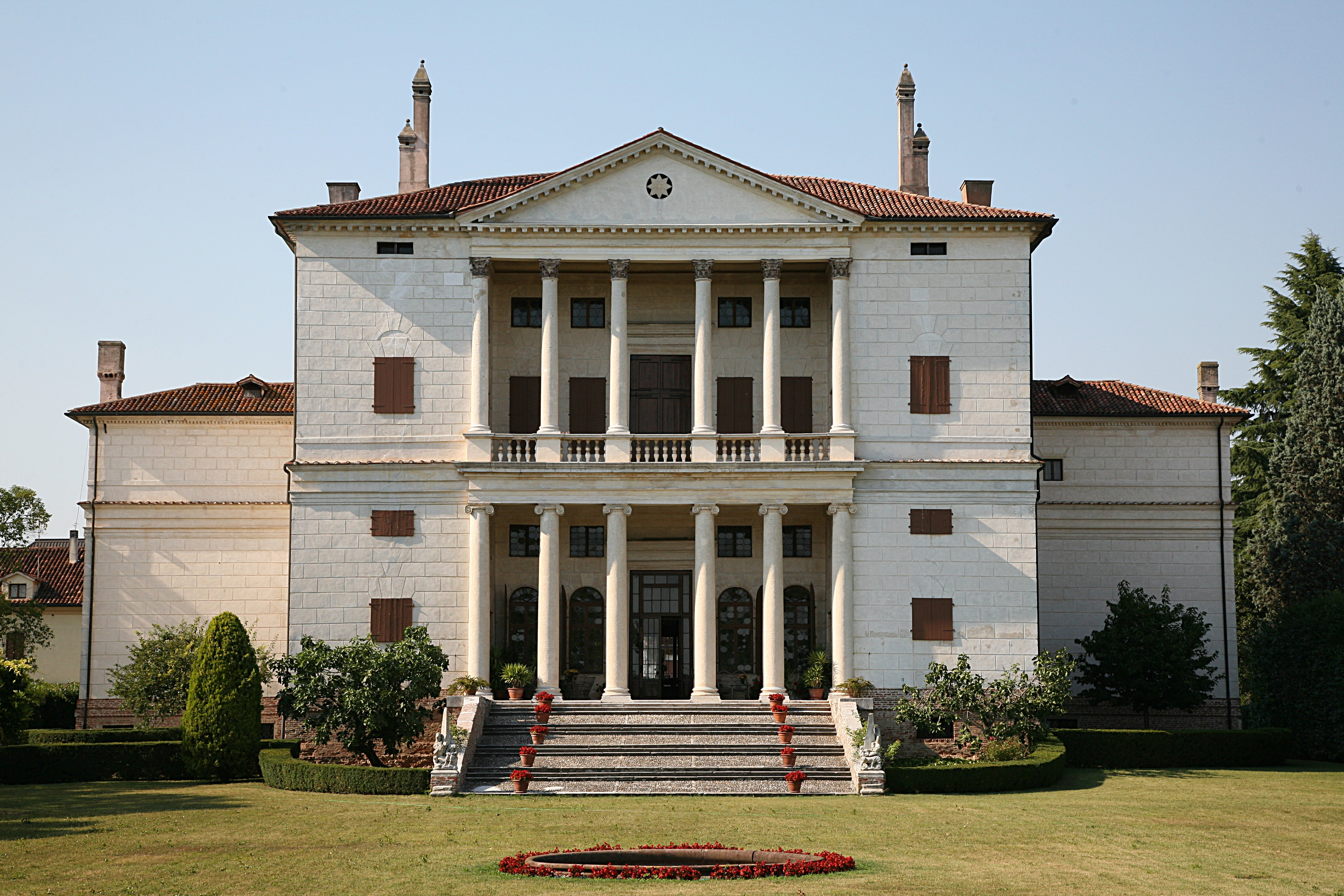
Villa Cornaro, Rückseite

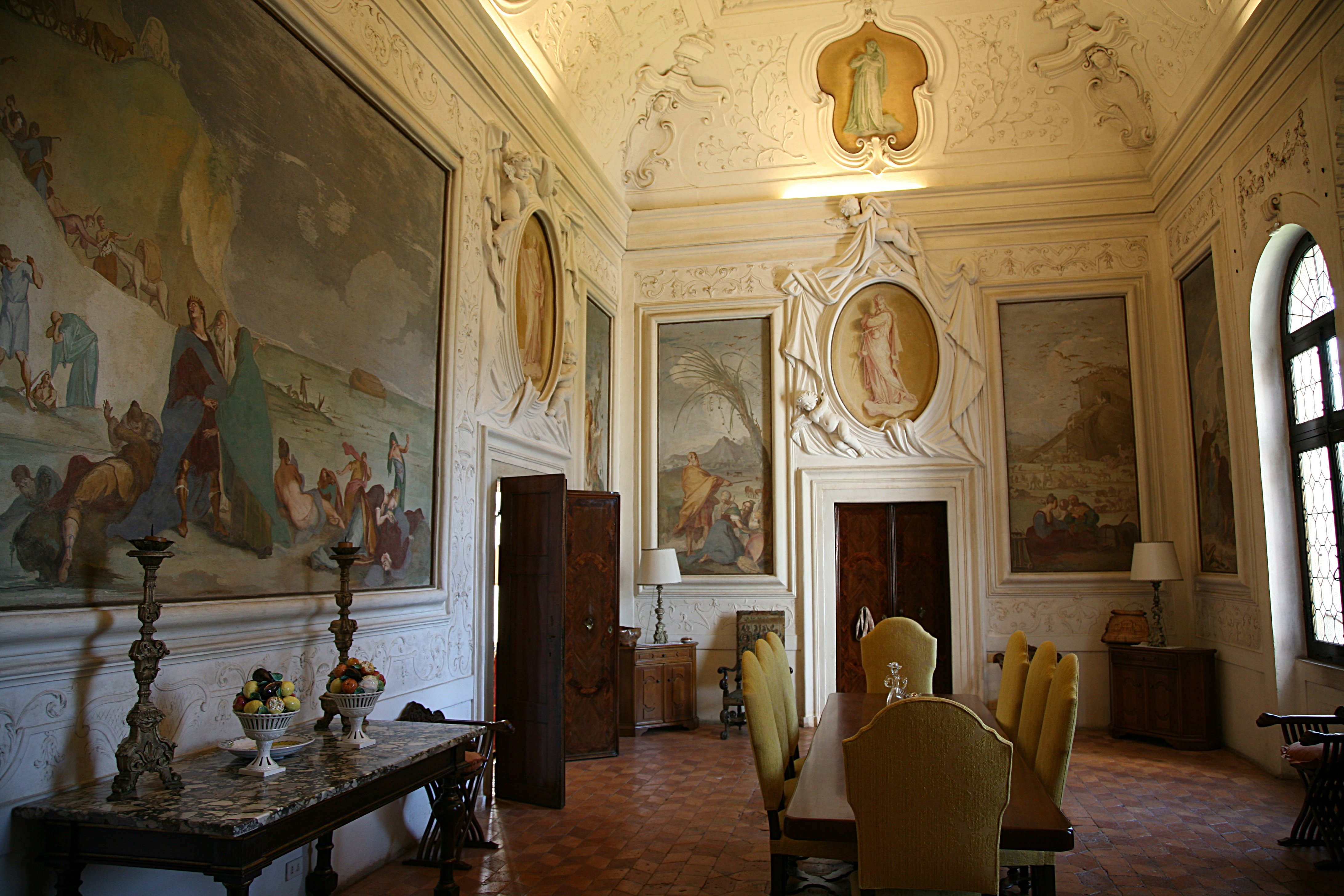
Innenansicht

Die Villa Cornaro in Piombino Dese in der Provinz Padua, Venetien wurde von Andrea Palladio ca. 1552 entworfen. Laut Trevisan präsentiert sie sich als eine Art Mischform aus Villa im strengen Sinn, also Landhaus, und Stadtresidenz.

## Geschichte
Auftraggeber der Villa war Giorgio Cornaro, ein jüngerer Sohn aus der venezianischen Familie Cornaro.
Die Villa Cornaro blieb 253 Jahre im Besitz der Cornaro und wechselte dann bis 1951 dreimal den Besitzer. Danach stand sie länger leer und wurde ab 1989 von den jetzigen Besitzern, dem amerikanischen Ehepaar Gable, über einen Zeitraum von 20 Jahren restauriert.
Das Gebäude, das heute besichtigt werden kann, wurde 1996 von der UNESCO mit anderen Villen von Palladio zum Weltkulturerbe erklärt.

## Architektur
Von der Villa wurde die zur Landschaft hin offene Form, das Streben nach der Wechselwirkung von Innen- und Außenraum, übernommen, was die Erweiterung durch die hier kurzen Seitenflügel und die Tiefe des Eingangsportikus deutlich machen. Auf den Stadtpalast indes gehen die zwei Stockwerke zurück, und es fehlen landwirtschaftliche Annexbauten, die sich direkt an das Herrenhaus anschließen würden. So hat die Villa allein die Funktion eines Repräsentationsbaus ohne landwirtschaftlichen Nutzcharakter.

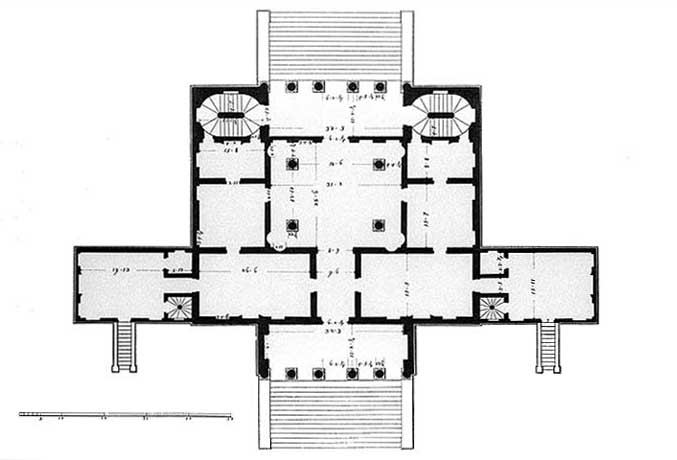
Grundriss (Ottavio Bertotti Scamozzi, 1781)
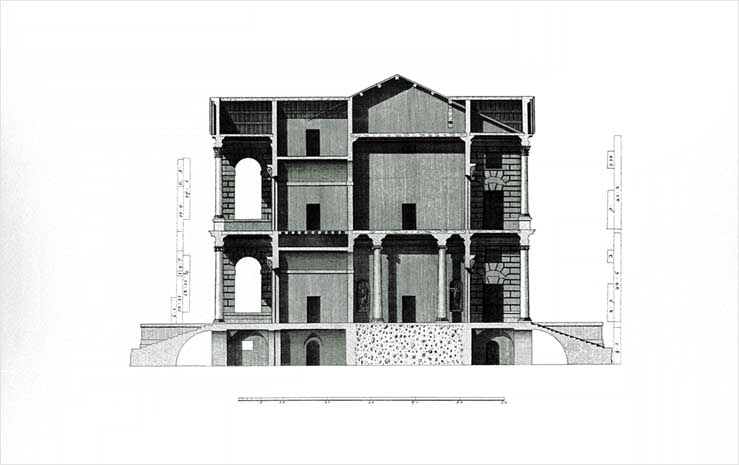
Schnitt (Ottavio Bertotti Scamozzi, 1781)

Laut Ulmer war der Mitteltrakt der Villa 1554 bezugsbereit, sie wurde aber erst 1596 fertiggestellt.

## Innenausstattung
Die Innenräume blieben jahrelang ohne künstlerische Ausgestaltung, der originale rötliche Ziegelboden aus der Entstehungszeit ist jedoch noch erhalten. Erst 1588 gab der Sohn des Auftraggebers bei Camillo Mariani (1567–1611) sechs überlebensgroße Stuckfiguren in Auftrag. Sie stellen Mitglieder der Cornaro-Familie dar, darunter die Königin von Zypern Caterina Cornaro. Aufgestellt sind sie in Arkadennischen in dem repräsentativen Salon der Villa, der sich durch vier freistehende korinthische Säulen auszeichnet. Erst ein Urenkel des Bauherrn nahm die weitere künstlerische Ausgestaltung des Gebäudes in Angriff. Die Stuckaturen und die Fresken von in verschiedenen Räumen wurde erst 1716 vollendet. Es sind 140 Fresken von Mattia Bortoloni, die von Bartolo Cabianca in Stuckaturen mit Putten und floralem Dekor eingefasst sind.